# Historia LGBT en Cuba

Bandera LGBTI sobre el mapa de Cuba.

La historia de las personas lesbianas, gais, bisexuales, transgénero e intersexuales (LGBTI) en Cuba ha adquirido notoriedad a partir de la revolución cubana, pasando por periodos de fuerte discriminación hasta un proceso de apertura y aceptación gradual a partir de los años 1990.

## Cuba prerrevolucionaria
La Cuba prerrevolucionaria era un lugar de intolerancia hacia la comunidad LGBTI. Debido al énfasis en la heteronormatividad tradicional, había pocos enclaves donde la comunidad queer pudiera congregarse en un espacio común. El mercado laboral era desigual en ese momento y la cultura afrohispánica era muy patriarcal y enfatizaba una sociedad obligatoriamente tóxica y heterosexual, especialmente en las zonas rurales. La mayor parte de la comunidad emigró hacia La Habana en busca de trabajo y liberación sexual. Además, las comunidades rurales a menudo alejaban a su comunidad LGBTI o miembros de la familia considerándolos el "marica del pueblo" o el "idiota del pueblo". Debido al mercado laboral desigual, alrededor de la década de 1950 La Habana permitió una vida laboral cerrada y el sector laboral clandestino continuó creciendo además del turismo, el tráfico de drogas, el juego y la prostitución. Este sector laboral restringió el deseo homosexual al "inframundo de La Habana, que estaba dirigido por la burguesía homosexual cubana". La homosexualidad era un componente de la próspera industria de la prostitución en Cuba, con muchos hombres homosexuales atraídos a la prostitución en gran parte para visitantes y militares de los Estados Unidos. La homosexualidad también estaba vinculada a los juegos de azar y el crimen. Por lo tanto, mientras la comunidad LGBTI no tenía visibilidad oficial, tenían éxito en el mercado laboral de los turistas estadounidenses que buscaban experiencias homoeróticas. Había pocos bares LGBTI-friendly en las ciudades cubanas, como el St. Michel, el Intermezzo Bar, el Dirty Dick y El Gato Tuerto en La Habana. Sin embargo, a pesar de la vitalidad del inframundo y la amplitud de su influencia, Cuba todavía tenía leyes que oprimían la homosexualidad y acosaban a los hombres homosexuales. Socialmente, los hombres homosexuales eran considerados marginados. A menudo se escuchaba a las familias llamar a sus familiares "locas", "maricones" o "tortilleras", este último término en referencia a las lesbianas. La cultura homosexual se reconoció puramente como una estrategia económica en la que el inframundo fomentaba un sentido de confianza en los deseos homoeróticos de los turistas estadounidenses y otros intereses de nicho en los que participaba la comunidad.

Las identidades masculinas lesbianas o gays discretas en el sentido moderno, identidades que se basan en la autodefinición e involucran aspectos tanto emocionales como físicos de las relaciones entre personas del mismo sexo, eran raras. La lealtad erótica (y, en el caso de las mujeres, la sumisión) al sexo opuesto se asumía como algo normal incluso entre los homosexuales. Por lo tanto, para muchos cubanos de esta época, la homosexualidad era una mera adición a los roles conyugales habituales. Entre otros, era solo una mercantilización lucrativa de la fantasía sexual. Para la gran mayoría, la homosexualidad hizo de la vida una experiencia vergonzosa y llena de culpa.

## Cuba posrevolucionaria

### Persecución homofóbica en los años 1960 y creación de las UMAPs

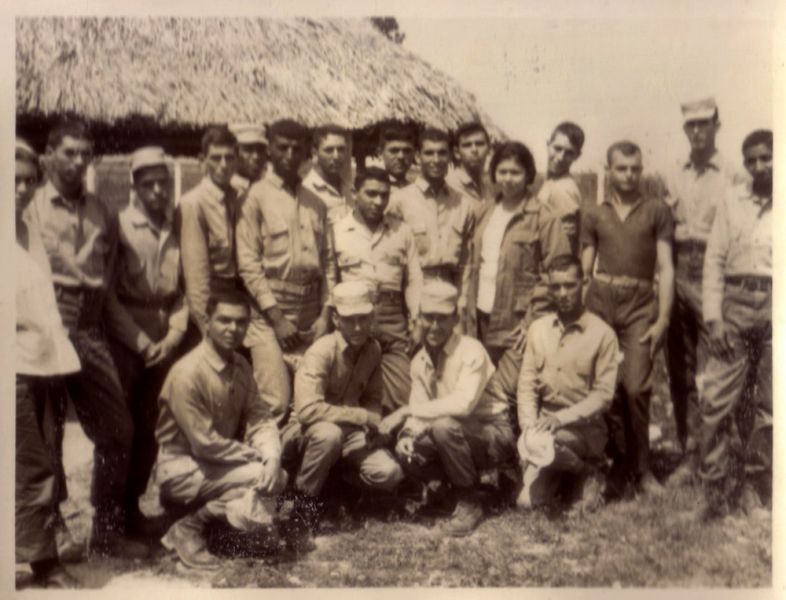
Homosexuales y opositores cubanos en una UMAP en 1967.

Después de la revolución y el cambio político de 1959, la tolerancia hacia las personas LGBTI dentro de la sociedad cubana disminuyó y la situación de homosexuales y lesbianas empeoró considerablemente en comparación con periodos históricos anteriores. La emigración a Miami comenzó de inmediato, incluyendo a homosexuales y lesbianas, que abandonaron Cuba en el primer exilio. Las personas LGBTI que ya habían vivido en el extranjero se alejaron de forma permanente.

Después de la Revolución cubana de 1959, la homofobia y el heterosexismo que ya existía en Cuba se hizo más sistematizada e institucionalizada. El género y la sexualidad entraron explícitamente en el discurso político, incluso con leyes redactadas vagamente dirigidas hacia hombres que transgredían los esquemas de género de los que se pensaba que eran homosexuales. Los homosexuales masculinos, en particular, fueron atacados por estas leyes y la homosexualidad masculina se convirtió en un vicio visible y públicamente discutido, mientras que el lesbianismo se mantuvo anónimo e invisible. Entre 1959 y 1980 los hombres homosexuales sufrieron una serie de consecuencias, desde opciones profesionales limitadas hasta las detenciones y redadas en las calles y encarcelamiento en campos de trabajo. El Estado se había dirigido especialmente hacia las personas que transgredían el género y los homosexuales obvios u ostentosos. El pelo largo, los pantalones ajustados, el colorido de las camisas, los llamados gestos afeminados, la ropa inadecuada y los peinados extravagantes eran vistos como marcadores visibles de la homosexualidad masculina. Tales marcadores visibles no sólo facilitaron la represión de homosexuales, si no que más ampliamente, la visibilidad y la transgresión de género constituyeron un problema identificado por la Revolución.

Muchas de las personas progresistas LGBTI que permanecieron en Cuba se involucraron en actividades contrarrevolucionarias, de forma independiente o mediante el fomento de la Agencia Central de Inteligencia (CIA), aunque fueron posteriormente encarceladas. La invasión de la Bahía de Cochinos en 1961 por tropas de exiliados cubanos desde bases de Florida fueron usados como excusa por el nuevo gobierno cubano para perseguir a cualquier persona de colaborar con «contrarrevolucionarios», o incluso de serlo ellos mismos. Los bares homosexuales y las zonas de cruising se percibieron como centros de actividades contrarrevolucionarias y comenzaron a ser tratados sistemáticamente como tales. Hubo un gran aumento de la homofobia en comparación con años anteriores y la comunidad gay fue vista como una amenaza para el nuevo orden militar revolucionario.
El nuevo aliado de Cuba, la Unión Soviética, tenía políticas hostiles hacia homosexuales y lesbianas, viendo la homosexualidad como un producto decadente de la sociedad capitalista que prevalecía en la Cuba de los años 1950. Fidel Castro hizo comentarios insultantes acerca de la homosexualidad. La descripción de Castro de la vida rural en Cuba reflejaba la idea de que la homosexualidad era una «decadencia burguesa» y denunció a los «maricones» como «agentes del imperialismo». En una entrevista de 1965 Castro explicó su parecer:

No podemos llegar a creer que un homosexual pudiera reunir las condiciones y los requisitos de conducta que nos permitirían considerarlo un verdadero revolucionario, un verdadero militante comunista. Una desviación de esta naturaleza está en contradicción con el concepto que tenemos sobre lo que debe ser un militante comunista […] Bajo las condiciones en que vivimos, a causa de los problemas con que nuestro país se enfrenta, debemos inculcar a los jóvenes el espíritu de la disciplina, de la lucha y del trabajo.

El machismo tradicional y la Iglesia católica han despreciado a los hombres afeminados y sexualmente pasivos durante siglos. La homofobia mostrada durante la Revolución continuó una cultura machista bien establecida y de los rígidos roles de género de la Cuba prerrevolucionaria. Los homosexuales fueron definidos como desviados y decadentes, pero no como débiles o enfermos. La forma con la que la Revolución cubana llegó al poder le dio un sentido más fuerte de la masculinidad que otras revoluciones. La experiencia de la guerrilla dominaba la estructura política y la guerrilla en sí se convirtió en el núcleo de una nueva sociedad. Muchas personas LGBTI fueron detenidas, especialmente hombres afeminados, sin cargos ni juicio y enviados a campos de trabajo. Uno de estos casos de redadas ocurrió el 11 de octubre de 1961 con la Noche de las tres P, en la cual también fue arrestado el poeta Virgilio Piñera.
En 1965, se crearon las Unidades Militares de Ayuda a la Producción (UMAP), inicialmente como una alternativa al servicio militar obligatorio para objetores de conciencia, grupos religiosos pacifistas, hippies y homosexuales, luego otros grupos se añadirían, como por ejemplo, las mujeres lesbianas y las prostitutas. Se creía que el trabajo, junto con los regímenes estrictos que operan dentro de los campos de la UMAP, serviría para rehabilitar a los participantes y convertirlos en hombres (o mujeres) heterosexuales. En la entrada de muchos campos de trabajo forzoso fue colocada la frase «el trabajo os hará hombres». Los campos fueron cerrados en 1968 ante su evidente fracaso.

Creo que nunca se singó más en Cuba que en los años sesenta; en esa década precisamente cuando se promulgaron todas aquellas leyes en contra de los homosexuales, se desató la persecución contra ellos y se crearon los campos de concentración; precisamente cuando el acto sexual se convirtió en tabú, se pregonaba al hombre nuevo y se exaltaba el machismo. Casi todos aquellos jóvenes que desfilaban ante la Plaza de la Revolución aplaudiendo a Fidel Castro, casi todos aquellos soldados que, rifle en mano, marchaban con aquellas caras marciales, después de los desfiles, iban a acurrucarse en nuestros cuartos y, allí, desnudos, mostraban su autenticidad
Reinaldo Arenas (1943 – 1990)

Muchos artistas e intelectuales homosexuales, como Reinaldo Arenas, se sintieron atraídos por la promesa socialista de una sociedad igualitaria, lo que allanaría el camino para la libertad cultural y sexual, además de la justicia social.[cita requerida] Varios escritores homosexuales escribieron gran parte de la popular revista Lunes de Revolución, incluyendo textos de temática abiertamente homoerótica. Aunque en sus comienzos las ideas radicales plasmadas parecían disfrutar del favor del gobierno cubano, pronto estas producciones comenzaron a ser censuradas por ser consideradas «expresiones burguesas» contrarias a los intereses revolucionarios, cerrando finalmente la revista y marginando a parte de sus escritores. Al ser nacionalizadas todas las revistas y periódicos (además de todo medio de comunicación) por el gobierno revolucionario y prohibir cualquier medio de difusión no vinculado al Estado, las temáticas LGBTI no tuvieron oportunidad de ser publicadas y muchos escritores pasaron a tener un perfil nulo. Esta situación de ninguneo pasaría a convertirse en un problema permanente dentro de la sociedad cubana posrevolucionaria.

### Actitudes negativas en los años 1970
La homofobia persistió en Cuba durante los años 70, especialmente durante el periodo conocido como quinquenio gris. En 1971 el Congreso Nacional de Cultura y Educación decidió que no se debía tolerar más a «homosexuales reconocidos» a pesar de su «mérito artístico» por la influencia que podían tener sobre la juventud cubana. Se declaró la homosexualidad como una desviación incompatible con la Revolución y se adoptaron medidas discriminatorias en contra de la comunidad LGBTI, institucionalizando la homofobia. Artistas, maestros o actores gais y lesbianas perdieron sus trabajos. Se echaron a los homosexuales del Partido Comunista de Cuba. Algunos estudiantes fueron expulsados de la universidad. Se prohibió que los gais tuviesen contacto con niños y jóvenes o que pudieran representar al país. Pero en 1975 el Tribunal Supremo Popular anuló las leyes que ordenaban excluir a los homosexuales de los empleos vinculados con la educación y la cultura. Al año siguiente se eligió a Armando Hart como ministro de cultura, resultando en unas políticas culturales más liberales. Incluso se creó una comisión para la investigación de la homosexualidad que culminó con la despenalización de las relaciones entre personas del mismo sexo en 1979.

### Liberalización gradual en los años 1980
Muchas personas LGTB cubanas fueron expulsadas de la universidad y de sus centros de trabajo, y durante el éxodo del Mariel de 1980 muchos se exiliaron del país y otros fueron expulsados por el gobierno como una manera de «depurar la sociedad socialista cubana». A algunos homosexuales se les dio el ultimátum de salir del país o ser encarcelados, aunque Fidel Castro negó públicamente que se estuviera forzando la salida del país a nadie.
En 1981 el Ministerio de Cultura permitió la publicación del libro En defensa del Amor del doctor Sigfried Schnabl, donde se declara que la homosexualidad no es una enfermedad sino una variante de la sexualidad humana. El ministerio sostuvo que la intolerancia homofóbica fue una actitud inaceptable heredada por la Revolución y que había que oponerse a todas las sanciones contra los homosexuales.
En 1986 la Comisión Nacional de Educación Sexual opinó públicamente que la homosexualidad era una orientación sexual y que la homofobia debe ser contrarrestada por la educación. Según algunos, desde ese momento la homosexualidad dejó de ser una cuestión política para el Estado. En 1988 el gobierno derogó la Ley de ostentación pública de 1938 y la policía recibió órdenes de no acosar a las personas LGBTI.
Hacia finales de la década, la literatura con temática homosexual mostró un resurgimiento, aunque escaso y sin alcanzar los niveles de antes de 1959.

### Liberalización desde los años 1990 a los 2000
En 1992, en una entrevista con el nicaragüense Tomás Borge, Fidel Castro admitió que nunca había apoyado políticas en contra de los homosexuales ya que consideraba la homosexualidad como una tendencia natural del ser humano que hay que respetar. Además, desde 1993, las personas LGBTI pueden servir abiertamente en el ejército, aunque persisten ciertas actitudes discriminatorias dentro del mismo.
En 1994 se estrenó el largometraje Fresa y chocolate dirigido por Tomás Gutiérrez Alea y Juan Carlos Tabío y protagonizado por un personaje gay. La película critica las estrechas y doctrinarias vías de pensamiento en la Cuba de finales de los años 1970, discutiendo sobre los prejuicios contra la comunidad gay y el trato injusto que reciben. La película provocó una gran cantidad de comentarios y un acalorado debate público.
Sin embargo, a pesar de una mayor apertura, las hostilidades hacia la comunidad LGBTI por parte de la policía continuaron durante esta época.
En 2004 la telenovela cubana El balcón de los helechos incluyó una pareja de lesbianas en su trama, aunque no de manera explícita.
Carlos Sánchez, representante de la Asociación Internacional de Gays y Lesbianas para la Región de América Latina y el Caribe, visitó Cuba en el año 2004. Una vez allí, preguntó acerca de la situación de las lesbianas y los gais en el país y pidió explicaciones al gobierno cubano por su abstención en la votación sobre la «Resolución de Brasil» (E/CN.4/2003/L.92), una propuesta de 2003 de la Comisión de Derechos Humanos de las Naciones Unidas que reconocía simbólicamente las «violaciones de los derechos humanos en el mundo contra las personas por razón de su orientación sexual». El gobierno argumentó que la resolución podría haber sido utilizada para atacar y aislar más aún a los países árabes, en consonancia con la «agresión norteamericana contra Afganistán e Irak». Sánchez también preguntó sobre la posibilidad de crear una organización LGBTI en Cuba. El gobierno dijo que la formación de la organización sería distraer la atención de la seguridad nacional a la luz de las amenazas constantes de los Estados Unidos. Después de reunirse con algunas personas LGBTI de Cuba, Sánchez informó las siguientes observaciones:
1. «No existe represión institucional ni penal contra las lesbianas y los gais.»
2. «No existen sanciones legales contra las personas LGBT.»
3. «La gente tiene miedo de encontrarse y organizarse. Se basa principalmente en su experiencia de años anteriores, pero uno puede suponer que esta sensación desaparecerá en el futuro si las lesbianas y los gas comienzan a trabajar para finalmente obtener el apoyo del gobierno. (El Centro Nacional de Educación sexual está ofreciendo este apoyo)»
4. «El transformismo está bien aceptado por la mayoría de la población cubana.»
5. «Existe, en efecto, un cambio en la forma de ver la homosexualidad, pero esto no significa el fin de la discriminación y la homofobia. Simplemente, la población es algo más tolerante con las lesbianas y los homosexuales.»
6. «Las lesbianas y los gais no tienen en cuenta la lucha por el derecho al matrimonio, porque esta institución en Cuba no tiene el mismo valor que tiene en otros países. Las personas solteras y las casadas disfrutan de iguales derechos.»

En 2006 la televisión pública lanzó la telenovela La otra cara de la luna donde un hombre casado se descubre en una relación sexual con otro amigo. Además abordan otros temas como el VIH-SIDA que impactaron a la opinión pública cubana.

### Visibilidad desde 2010

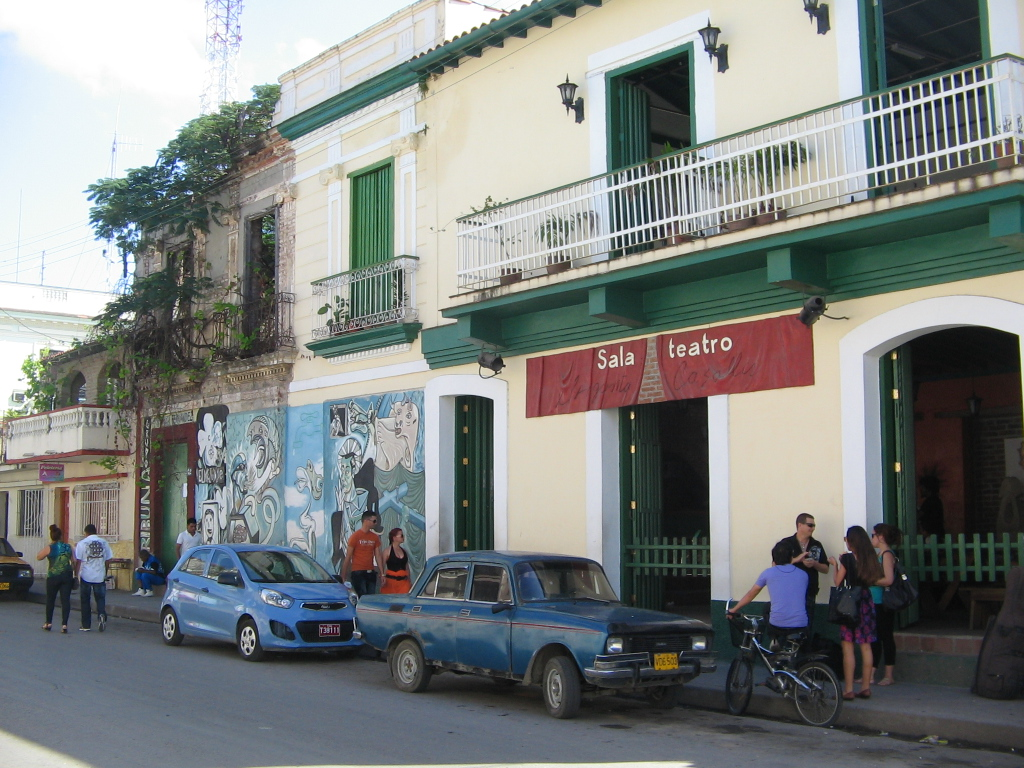
El Mejunje fue el primer local de Cuba en acoger espectáculos de transformismo.

Durante los últimos años se han dado grandes avances en el reconocimiento y visibilidad de la comunidad LGBTI, promovidos especialmente por la activista Mariela Castro.
Desde 2013 el Partido Comunista de Cuba establece que es un deber de sus militantes oponerse a cualquier o conducta que sea discriminatoria por motivo de orientación sexual.

En una entrevista de 2010 en el periódico La Jornada Fidel Castro valoró la persecución a los homosexuales durante las décadas anteriores como «una gran injusticia, ¡una gran injusticia!», agregando:
«si alguien es responsable, soy yo. […] teníamos tantos problemas de vida o muerte que no le prestamos atención [...] piensa cómo eran nuestros días en aquellos primeros meses de la Revolución: la guerra con los yanquis, el asunto de las armas, los planes de atentados contra mi persona […] en esos momentos no me podía ocupar de ese asunto».
Sin embargo, varios analistas han dudado de esta declaración, alegando que existen evidencias de que el propio Castro alentó la intolerancia contra las personas LGBTI. Entre otras actividades, el CENESEX organiza cada año jornadas contra la lesbofobia, la homofobia y la transfobia. Asimismo, Cuba acogió en 2014 la conferencia regional de la ILGA para Latinoamérica y el Caribe. Además, existe un floreciente ambiente LGBTI con locales dirigidos específicamente para este colectivo, especialmente en ciudades como La Habana o Santa Clara.
Desde mediados de la década 2000-2010 se ha debatido el reconocimiento de las uniones homosexuales por la Asamblea Nacional, pero el gobierno argumenta que las posiciones de la Iglesia Católica y las iglesias evangélicas especialmente combativas en este tema seguían siendo el mayor obstáculo para su aprobación.
En 2013 fue aprobado por la Asamblea Nacional, el nuevo Código del Trabajo, en el que se incluye la penalización de la discriminación por orientación sexual en los centros de trabajo, sin embargo quedó fuera del cuerpo legal la condena a la discriminación por identidad de género.
Por otro lado a pesar del progreso legal y la apertura de la sociedad cubana, siguen quedando asuntos pendientes, como el tratamiento de estos temas por los medios de comunicación, el reconocimiento completo de los derechos LGBTI o la prostitución masculina dirigida al turismo homosexual.
Por otra parte, algunas voces críticas señalan que este ejercicio por parte de la CENESEX ha sido un proceso de «máscaras desplegadas». La escritora e investigadora Frances Negrón-Mutaner lo llamó «transformismo político» en Mariconerías de Estado: Mariela Castro, los homosexuales y la política cubana y el historiador Abel Sierra Madero lo analizó como «travestismo de estado» en Del Hombre Nuevo al Travestismo de Estado.

### Reconocimiento del matrimonio entre personas del mismo sexo
La nueva Constitución cubana no prohíbe el matrimonio entre personas del mismo sexo. Hasta 2019, el artículo 36 definía el matrimonio como una relación entre un hombre y una mujer. Esta definición fue eliminada de la nueva constitución aprobada en referéndum en febrero de 2019 y vigente desde el 10 de abril de 2019. La Constitución actual establece que «el matrimonio es una institución social y legal (…) Se basa en el libre albedrío y la igualdad de derechos, obligaciones y capacidad legal de los cónyuges». No obstante, las leyes legales aún contienen prohibiciones sobre y el país no reconoce las uniones civiles ni ningún otro tipo de asociación.
En 2017 se realizó una gran campaña pública de grupos LGBTI para modificar la Constitución para permitir el matrimonio entre personas del mismo sexo. En julio de 2018, la Asamblea Nacional aprobó un nuevo proyecto de constitución que reconocía el matrimonio entre personas del mismo sexo, aunque la propuesta tendría que ir a un referéndum el 24 de febrero de 2019. En septiembre de 2018, el presidente Miguel Díaz-Canel expresó su apoyo al matrimonio entre personas del mismo sexo. También en septiembre de 2018 las iglesias evangélicas organizaron una campaña de recogida de firmas en contra de una propuesta para reformar la Constitución que abriría la puerta al matrimonio entre personas del mismo sexo.
Los medios de comunicación han hablado de una «revolución dentro de una revolución» o de una «revolución del arco iris», y han señalado la rapidez del cambio de panorama de los derechos LGBTI, ya que solo unas pocas décadas atrás Cuba encerró a hombres gais en campos de trabajo.
El 18 de diciembre de 2018, se anunció que la Asamblea Nacional había eliminado el reconocimiento del matrimonio entre personas del mismo sexo en el texto del borrador. Esto significa que el matrimonio homosexual no estaría prohibido ni regulado por la nueva Constitución cubana.
Luego de una serie de discusiones y revisiones, el nuevo Código de las Familias fue aprobado mediante un referéndum realizado el 25 de septiembre de 2022. Entre las disposiciones que contiene el documento está la legalización del matrimonio entre personas del mismo sexo, la adopción por parte de familias homoparentales y garantías para la fertilización asistida. Tras la aprobación del Código de las Familias en el referéndum, al día siguiente —26 de septiembre— el presidente Miguel Díaz-Canel promulgó el texto y este fue publicado en la Gaceta Oficial de la República de Cuba el 27 del mismo mes, fecha en que entró en vigencia.

### Nuevos episodios de represión y censura
En mayo de 2019, Mariela Castro publicó un comunicado de prensa mediante el cual anunció que el CENESEX, institución estatal que ella dirige y única organización cubana reconocida por el gobierno como representante de los derechos de diversidad sexual en Cuba, anunció que no se iba a celebrar ese año la Conga contra la Homofobia y la Transfobia (un evento anual convocado por el CENESEX basado en la Marcha del Orgullo Gay celebrada en otros países): 

Cumpliendo con las orientaciones del Minsap (Ministerio de Salud Pública) no se realizará este año la Conga cubana contra la Homofobia y la Transfobia, por determinadas circunstancias que no ayudan a su desarrollo exitoso.
Centro Nacional de Educación Sexual (CENESEX)

La cancelación provocó un gran descontento entre la población LGBTI cubana y se organizó una marcha clandestina desvinculada al CENESEX y a Mariela Castro, que fue llevada a cabo aunque reprimida por agentes del gobierno vestidos de civiles, que detuvieron en grupo y forzosamente a varios manifestantes y luego los introdujeron en vehículos. Entre los detenidos durante la marcha estuvo el biólogo y activista disidente Ariel Ruiz Urquiola. La represión de la marcha clandestina por parte del gobierno cubano fue ampliamente criticada tanto dentro como fuera de Cuba. Varias personalidades célebres de Cuba criticaron abiertamente el incidente de represión mediante las redes sociales. El cantautor Vicente Feliú declaró mediante un post en su cuenta de Facebook:
«La represión absurda, vergonzante, peligrosamente evocativa, de la marcha gay de esta tarde es definitivamente indefendible [...]».
En febrero de 2020, durante la emisión de la película Love, Simon por la televisión nacional cubana, la escena final del beso homosexual entre el protagonista y otro personaje masculino fue censurada. Al día siguiente de la emisión, varios activistas pro-derechos LGBTI organizaron besos públicos como señal de protesta ante la sede del Instituto Cubano de Radio y Televisión (ICRT), organización estatal y única entidad autorizada legalmente a emitir contenido televisivo. Varios activistas fueron detenidos por las autoridades en su camino a la sede de protesta. Horas más tardes, el ICRT publicó un comunicado de prensa en el cual la entidad se disculpó y se refirió al incidente como un «error» que no correspondía a actitudes homofóbicas de su personal, y anunció que la película se retransmitiría de manera íntegra cuando se avisara oportunamente. Algunos activistas pidieron cancelar la protesta.